# Молвест
«Молвест» — российская компания, управляющая несколькими предприятиями молочной промышленности, в основном — в Центрально-Чернозёмном регионе России.
Создана в 1992 году в результате приватизации Воронежского гормолзавода № 1, построенного в 1962 году, по состоянию на 2021 год завод остаётся крупнейшим предприятием компании (комбинат «Воронежский»).
В октябре 2006 года компания приобрела Ульяновский молочный завод, где был освоен выпуск продукции под торговой маркой «Вкуснотеево». Осенью 2007 года куплен украинский Криворожский молокозавод № 1 (в 2015 году продан французской фирме Fractale Industrie). 31 марта 2010 года у московской компании, владеющей активами завода «Карат», выкуплен Калачеевский сыродельный завод (Калач). В апреле 2011 года завершена сделка по приобретению у московской компании «Агрофудс» Новохопёрского маслодельного завода. 14 сентября 2011 года компания договорилась с Arla Foods о создании совместного предприятия по производству сыров на базе сырзавода «Калачеевский».
К 2014 году молочный комбинат «Воронежский» стал крупнейшим российским предприятием молочной промышленности по объёму переработки молока с показателем 328,5 тыс. тонн в год, опередив завод Danone в Чехове и принадлежащий PepsiCo Лианозовский молочный комбинат. Компания в целом по результатам 2014 года заняла третье место на российском молочном рынке с объёмом переработки 455 тыс. тонн в год и долей 2,95 %, уступив Danone и PepsiCo.
Основатель и основной владелец компании — Аркадий Пономарёв, депутат Государственной думы VI и VII созыва от партии Единая Россия. Генеральный директор — Анатолий Лосев.
Кроме молочного комбината «Воронежский», фирме принадлежит расположенный рядом с ним завод детского молочного питания «Малыш», молочные заводы в Ульяновске (Ульяновский молочный завод), Богучаре («Богучармолоко»), Хохольском и Верхнем Мамоне, сыркомбинат «Тихорецкий» (Тихорецк), Калачеевский сыродельный завод, маслозаводы в Марксе («Маслодел») и Новохопёрске.
Выпускает продукцию торговых марок «Вкуснотеево», «Иван Поддубный», «Нежный возраст», «Фруате», «Волжские просторы», «Кубанский хуторок», на Украине использовались торговые марки «Смаковеньки» и «Ясне сонечко».